# 凯蒂·约翰逊
凯蒂·约翰逊（英語：Katie Johnson，1878年11月18日—1957年5月4日），女，英国演员。曾获得英国电影学院奖最佳女主角。